# Ферулова киселина
Феруловата киселина (4-хидрокси-3-метоксиканелена киселина или, в номенклатурата на IUPAC, 3-(4-хидрокси-3-метокси-фенил)проп-2-енова киселина) е широко разпространен фенолов фитохимикал, съдържащ се в клетъчните стени при растенията. Тя би могла да бъде полезна за здравето поради антиоксидантните си и противоракови свойства и да служи за прекурсор в производството на полезни ароматни съединения.
Феруловата киселина се съдържа в обвивките на семената на растения като ориз, пшеница и овес, както и в кафето, ябълките, артишока, фъстъците, портокалите и ананаса.
Биосинтезът на ферулова киселина става чрез ензиматично окисляване на кониферил алкохол.
1. ↑  ferulic acid //  PubChem.   Посетен на 19 октомври 2016 г. (на английски)